# Congrhynchus
Congrhynchus is een monotypisch geslacht van straalvinnige vissen uit de familie van zeepalingen (Congridae).

## Soort
- Congrhynchus talabonoides Fowler, 1934